# Michael Finnissy
Michael Finnissy (17 maart 1946) is een Britse pianist, componist en muziekpedagoog.

## Biografie
Finnissy studeerde compositie aan het Royal College of Music bij Bernard Stevens en Humphrey Searle en piano bij Edwin Benbow en Ian Lake. Hij vervolgde zijn studie bij Roman Vlad in Italië met een Octavia reisbeurs. Tijdens zijn studie werkte hij als pianobegeleider voor danslessen bij onder andere Maria Zybina, John O'Brian, Kathleen Crofton en Matt Mattox. Na zijn studie zette hij dit werk voort op freelance basis en aan de London School of Contemporary Dance. Daar richtte hij de muziekafdeling op en werkte hij samen met choreografen als Jane Dudley en Anna Sokolow, Richard Alston, Siobhan Davies, Jackie Lansley en Fergus Early.
Hij debuteerde als pianist in het Galerie Schwarzes Kloster in Freiburg im Breisgau, waar hij naast eigen composities, werken van Howard Skempton en Oliver Knussen uitvoerde. Er volgden optredens - vaak samen met zijn vriend Brian Ferneyhough, op de Gaudeamus Muziekweken (1969 en 1973), het Festival international d'art contemporain de Royan (1974, 1975 en 1976) en de Donaueschinger Musiktage. Componisten als Elisabeth Lutyens, Judith Weir, James Dillon, Oliver Knussen, Nigel Osborne, Chris Newman, Howard Skempton en Andrew Toovey schreven werken voor hem. Vanaf eind jaren 1960 was hij lid, later artistiek leider, van Suoraan, het door James Clarke en Richard Emsley opgerichte ensemble en sinds 1987 lid van Andrew Tooveys Ensemble Ixion.